# Take on Me
«Take on Me» es una canción del grupo noruego de pop A-ha. Paul Waaktaar-Savoy, Magne Furuholmen y Morten Harket compusieron la primera versión y Tony Mansfield se encargó de la producción. Además de los sintetizadores, presenta una instrumentación variada, que incluye guitarra acústica, teclados y batería. Originalmente, la publicaron como sencillo para Europa en 1984, sin incluirla en ningún álbum, y tuvo una recepción comercial discreta. Alan Tarney produjo una segunda versión, mezclada por Tony Mansfield e incluida en el álbum debut del grupo, Hunting High and Low, en abril de 1985. Aunque la segunda versión tuvo más ventas que la primera, tampoco fue muy popular en las listas.
No obstante, un tercer y último lanzamiento en septiembre de 1985, acompañado de un video, aumentó las ventas y la popularidad de la banda. Alcanzó la posición número uno en las listas de Estados Unidos, Noruega y otros doce países y la número dos en el Reino Unido, Irlanda y Japón. En el video se puede ver a los miembros de la banda representados en animaciones dibujadas a lápiz —una técnica conocida como rotoscopio— y también cuenta con escenas filmadas en vivo. Además, ganó seis premios y estuvo nominado en dos categorías en la ceremonia de 1986 de los MTV Video Music Awards. Gracias al sencillo, según PopMatters, a-ha está considerado un one-hit wonder, y la cadena televisiva VH1 lo ubicó en el tercer puesto dentro de Los 100 mejores one-hit wonders de los 80's. En la gala de entrega de los Spellemannprisen de 2009, «Take on Me» recibió un reconocimiento al mejor éxito noruego de los últimos cincuenta años.

## Antecedentes
Pål Waaktaar y Magne Furuholmen empezaron su carrera musical en una banda llamada Bridges junto a Viggo Bondi y Øystein Jevanord. En 1981, Bridges lanzó Fakkeltog, un EP con canciones mayoritariamente compuestas por el primero. Poco después la banda se disolvió, momento en el que Waaktaar y Magne se trasladaron a Londres para probar suerte en la industria musical. Sin embargo, después de seis meses sin concretar algo exitoso, regresaron a Noruega. El dúo intentó conseguir que Morten Harket se uniese a ellos como vocalista, que en ese momento cantaba en una banda llamada Souldier Blue. Como esta no progresaba, decidió unirse al grupo de Waaktaar y Furuholmen, que pasó a denominarse a-ha. 
El trío estuvo junto durante seis meses y compusieron algunas canciones, además de trabajar en algunas demos; entre ellos, la que se convertiría en «Take on Me». Sobre la canción, Furuholmen comentó: «Comenzó llamándose "Lesson One" y luego la renombramos "All's Well That Ends Well and Moves With the Sun", un nombre cortito y pegadizo». Dicha canción, que antes de recibir el primer nombre se titulaba «The Juicy Fruit Song», evolucionó a partir de los aportes del cantante a principios de 1983. En enero de ese año, el trío volvió a Londres en busca de un contrato discográfico con Warner Bros. Records.
a-ha subrayó que la banda estadounidense The Doors había servido de inspiración para el tema. Furuholmen también afirmó que «Ray Manzarek tuvo una gran influencia, ya que fue quien incorporó la música clásica al pop. [Su] forma casi matemática, pero melódica y estructurada de tocar el teclado fue una gran influencia en mi modo de acercarme a mi instrumento. Pienso que gran parte de la fuerza de a-ha proviene de asimilar cosas como esta y añadirles nuestro toque escandinavo». Sobre la voz de Morten, el teclista afirmó: «Comenzamos a pensar: "¿Cómo podemos exhibir esta voz increíble?" Así que estábamos pensando cómo crear esta espiral cuando Morten inventó esa inflexión de la melodía que fue mucho más interesante».

## Producción y grabación

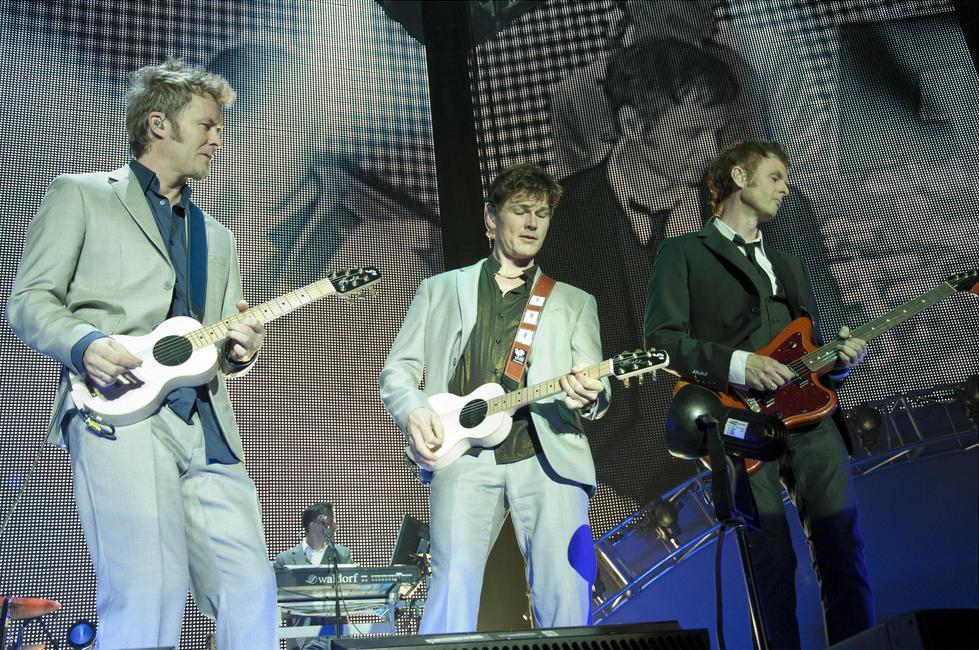
a-ha durante un concierto en el Palacio de Vistalegre de Madrid en 2010, durante su gira Ending on a High Note.

El trío se mudó a un apartamento en Londres y comenzó a llamar a las compañías discográficas y editoriales. Después de algunas reuniones con el personal de varios A&R, firmó con una editorial llamada Lionheart y luego regresó a Noruega para ganar algo de dinero. Una vez de vuelta en Londres, tuvo que abandonar la ciudad nuevamente debido a la frustración. La banda decidió grabar nuevas demos y optó por el estudio del músico y productor John Ratcliff, llamado Rendezvous Studios, con la intención de regrabar cinco canciones. Poco después, les presentó a quien sería su mánager, Terry Slater, y firmaron con su compañía de representación, TJ Management. Con este estímulo, el trío pudo finalizar algunas, entre ellas «Take on Me». Después de algunos encuentros, Slater firmó un contrato discográfico con Warner Bros. Records.
Poco después, grupo se reunió con Tony Mansfield, un productor que trabajaba en los Eel Pie Recording Studios de Pete Townshend, que mezcló las demos con instrumentación electrónica. Debido a que el sonido del álbum no era lo que a-ha ni Warner Bros. Records tenían en mente, decidieron remezclarlo. Según Richard Buskin de Sound on Sound, los ejecutivos de la discográfica pensaban que «la magia de las demos de Rendezvous [Studios] había desaparecido y con ella, el sonido vocal tan distintivo de a-ha». La remezcla del álbum estuvo a cargo del ingeniero de sonido y productor Neill King, quien también estaba empleado en dicho estudio. Sobre su trabajo en el álbum Hunting High and Low, King afirmó: «Yo había trabajado muchas veces en Eel Pie [Recording Studios] y fue después de que a-ha grabara con Tony Mansfield por varias semanas que recibí una llamada del director del estudio, para avisarme que Tony abandonaría el proyecto. No me dijeron por qué, pero querían saber si me uniría. Se habían ocupado de la batería programada y de una parte de los sintetizadores, y como yo fui ingeniero allí y conocía la sala, querían que me encargara de las pistas de fondo, que sobregrabara la guitarra, la voz, las armonías vocales, un par más de sintetizadores y que luego hiciera la mezcla».
King utilizó una consola SSLE y un grabador Studer A800, además de pistas de dos pulgadas para todas las canciones. Específicamente sobre su trabajo con la canción mencionó: «Todas las cintas con las que trabajé en "Take on Me" eran de Eel Pie y conservaban gran parte de los sintetizadores del trabajo de Tony Mansfield, pero casi todo lo demás se tuvo que comenzar desde cero. Diría que Pål [Waaktaar-Savoy] era el más tecnológico y trabajamos mucho tiempo mejorando las sobregrabaciones». El equipo utilizado consistió en un micrófono Beyer 201 y otro Neumann FET 47; el guitarrista tocó una Gibson 335, se empleó un Synclavier y para quitar la reverberación se usaron un Lexicon 224X, un AMS RMX16 y un RMX15 para aportar delay. Por su parte, Ratcliff asistió a las sesiones con el fin de supervisarlas.

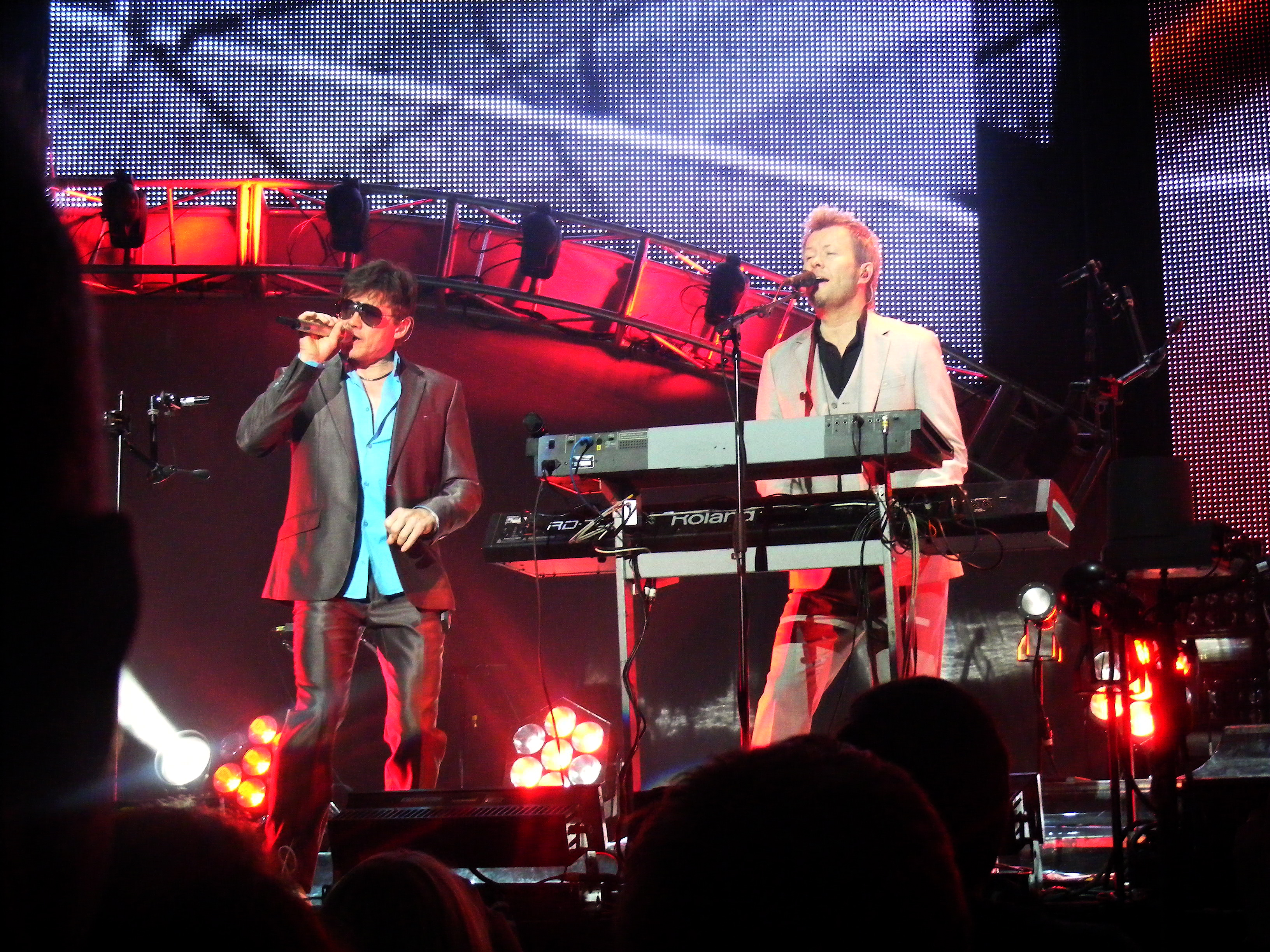
a-ha durante una presentación en directo durante su gira Ending on a High Note en noviembre de 2010.

«Take on Me» se publicó por primera vez como sencillo en el Reino Unido en octubre de 1984, pero obtuvo un éxito comercial discreto. Buskin mencionó que vendió alrededor de trescientas copias y llegó al puesto 137 en las listas del Reino Unido, pero de todas formas la discográfica «todavía creía tanto en la banda como en la canción». Después de esto, su oficina principal, situada en los Estados Unidos, decidió invertir en el trío, y les dio la oportunidad de volver a grabarla. Terry Slater convenció a Alan Tarney para producir una nueva versión, que no demoró mucho en concretarse y se relanzó en el Reino Unido. Sin embargo, la oficina de la discográfica en Londres le brindó poco apoyo y el sencillo fracasó por segunda vez. El productor comentó sobre su trabajo con a-ha: «Por alguna razón, después de que se acordara que iba a producir el álbum, resultó que no podía hacerlo, así que se lo dije a Terry Slater y consiguió a Tony Mansfield. Después, nueve meses o un año más tarde, Warner Brothers Records contactó conmigo para decirme que no estaban del todo satisfechos con "Take on Me" y me pidieron que considerara ir al estudio para trabajar en ese sencillo con la banda. Habían llegado al límite de su presupuesto, pero Warners quería que la canción sonara lo mejor posible y estaban dispuestos a pasarse del presupuesto para lograrlo. En ese momento estaba ocupado con el álbum Romance de David Cassidy, así que me tomé un día de franco y los muchachos vinieron hasta RG Jones en Wimbledon, donde yo trabajaba, y grabamos y mezclamos toda la canción allí». En su opinión, la grabada con Ratcliff era la «versión éxito» y la de Mansfield y King no era de su agrado, dado que «no sonaba como a-ha para nada».
Gerry Kitchingham, un ingeniero de sonido que trabajaba con Tarney, coincidió con esta apreciación; además, describió a los miembros de a-ha como «tres músicos fantásticos» y elogió la batería programada que añadió Waaktaar posteriormente. Magne tocó la melodía principal en un Roland Juno-60 conectado a un Yamaha DX7. En las versiones segunda y tercera —utilizada en el video rotoscópico— se usó una caja de ritmos Linn LinnDrum, con la que Waaktaar añadió grabaciones de platillos. Harket cantó el tema usando un micrófono Neumann U47 conectado a un preamplificador Neve y un ecualizador de la misma marca. Kitchingham mencionó además que el vocalista cantó la canción «cuatro veces» y luego debieron retocar «unas pocas partes» durante el proceso.
En los Estados Unidos, Warner Bros. consideró que el grupo tenía una gran prioridad y tomó la decisión de invertir una cantidad considerable de dinero en un video revolucionario para «Take on Me», para lo que se usó la versión de Tarney. El sencillo debutó en los Estados Unidos un mes después del video y, de forma inmediata, apareció en la lista Billboard Hot 100. Buskin mencionó que el «lema» de «Take on Me» debería ser «si inicialmente no tienes éxito...» en referencia a la historia de la canción y a su popularidad posterior.

## Descripción

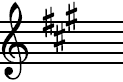
«Take on Me» está compuesta en la tonalidad de la mayor.

Según Sound on Sound, las versiones de «Take on Me» presentan diferencias entre sí en cuanto al final y a los arreglos de sintetizadores. La versión de Tarney, que dura 3:46 minutos y acaba con una disminución paulatina del volumen, tiene un final «más íntimo» en la opinión de Buskin. En contraste, los trabajos de Mansfield y King, cuyos finales se dan a los 3:19 o 3:10 minutos respectivamente, son más «abruptos». El autor también señaló que las primeras dos versiones poseen «sintetizadores agudos y una serie de sonidos incongruentes en la primera parte del puente instrumental» y que si bien la versión de King tiene «los sintetizadores más al estilo pop», la de Tarney posee «lo más duro de la voz de Harket».
«Take on Me» es una canción de synth pop compuesta en la tonalidad de la mayor, y utiliza solo acordes diatónicos. Su instrumentación, por otra parte, incluye Guitarra acústica, teclados y sintetizadores. La canción posee un compás de cuatro por cuatro, así como un tempo de 170 pulsos por minuto. La letra es una declaración de amor, y presenta una estructura de verso-estribillo con un puente antes del tercer y último estribillo. En la canción, Harket muestra una tesitura de más de dos octavas y media. La nota más grave, un la2, figura en la primera sílaba de la frase «Take on me». Conforme el estribillo progresa, se alcanzan notas más agudas y el cantante llega a un falsete, para finalmente conseguir la más aguda de la canción, un mi5 al final. Se puede notar el cambio de tempo y de compás en la parte de batería en el estribillo, donde por dos compases se vuelve más lento y luego recupera el ritmo original antes del clímax de la parte vocal. La canción posee una mezcla de batería a modo de pista de acompañamiento, guitarras acústica e instrumentación electrónica. Las estrofas siguen una progresión tradicional de 1950 (ii - V - I - vi), mientras que el estribillo presenta una estructura de I-V-vi, con inversiones consecutivas de V y vi.

## Recepción

### Crítica
En general, la canción recibió buena crítica de la prensa musical. Tim DiGravina, del portal Allmusic, en su reseña de Hunting High and Low, afirmó que «el inicio es a lo grande: "Take on Me" es un clásico del new wave adornado con un teclado rápido [y] con profundidad sentimental gracias a la conmovedora delicadeza vocal de Morten Harket». Además, comentó sobre el álbum en sí que «uno no puede evitar la sensación de que Hunting High and Low es un producto de 1980, pero con fortalezas como "Take on Me" y "The Sun Always Shines on T.V." y sin debilidades a la vista, el debut de a-ha es una propuesta que vale la pena». El sitio web especializado Sputnik Music mencionó que «el pop se crea básicamente con lo pegadizo, y este álbum está atiborrado de melodías memorables y ritmos interesantes. Un ejemplo obvio de esto es "Take on Me". Instantáneamente captura tu atención con una introducción de batería simple pero efectiva, que precede a una melodía de teclado inolvidable. La canción continúa y llega el estribillo para cantar en conjunto que todo el mundo conoce y adora, y desde allí, sólo se pone mejor». Asimismo, calificó a la canción como «alegre y animada» y puso como ejemplo del amplio registro vocal del cantante a las notas agudas del estribillo. Decca Aitkenhead, de The Guardian, sostuvo sobre a-ha que «cuando su sencillo debut, "Take on Me", llegó al segundo puesto de las listas allá en 1985, sus mejillas esculpidas y sus voces agudas se grabaron en la memoria de muchos millones de seguidoras perdidamente enamoradas que, por unos pocos años, breves pero intensos, colocaron pósters de esas bellezas nórdicas, usaron brazaletes de a-ha y se deleitaron con la perfección de los mejores sintetizadores del pop. Lo sé porque he sido una de ellas». John Bergstrom, de PopMatters, afirmó: «No se necesita decir mucho sobre "Take on Me", excepto que si no la has escuchado durante algún tiempo, te debes dar el gusto de experimentar ese hook de sintetizador que difícilmente marea y el ultra falsete de Morten Harket otra vez».

### Comercial

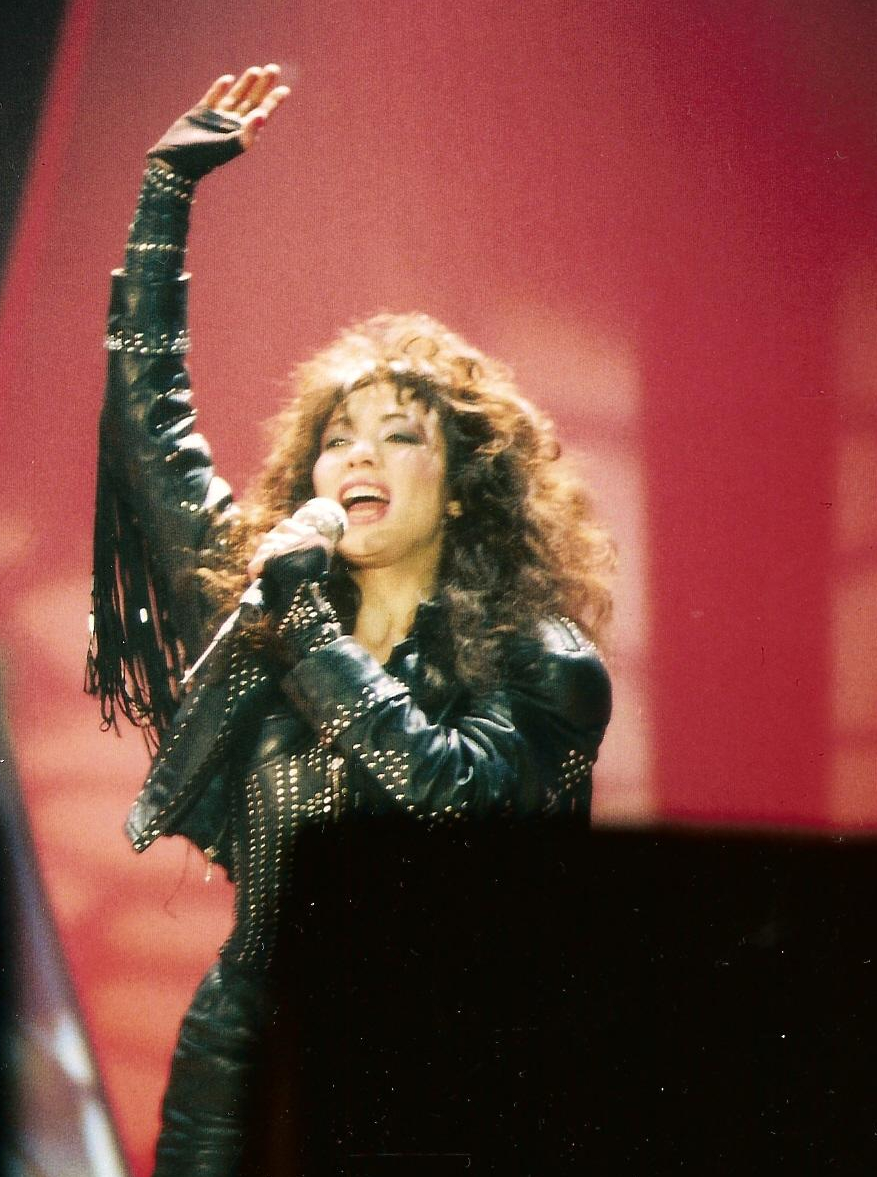
«The Power of Love» de Jennifer Rush —en la imagen— fue la siguiente canción en el segundo puesto de la lista UK Singles Chart después de «Take on Me».

La versión de «Take on Me» que salió a la venta en octubre de 1984, mezclada por Tony Mansfield y Neill King, no tuvo un gran impacto en el Reino Unido, dado que en total se vendieron solamente trescientas copias del tema y llegó al puesto número 137 de las listas de dicho país. La versión regrabada con ayuda del productor Alan Tarney apareció, junto a «Love Is Reason», a finales de ese mismo año. Dicho sencillo alcanzó el tercer puesto en las listas de Noruega, pero su éxito no trascendió en otros países.
En los Estados Unidos, el productor Jeff Ayeroft, de Warner Bros. Records, consideró que el tema merecía una nueva oportunidad, así que invirtió 100 000 libras para la grabación del segundo video de «Take on Me», que utilizó la versión de Tarney. Este video debutó en discotecas y en la televisión un mes antes de que la canción estuviera a la venta o recibiera radiodifusión. En julio de 1985, la canción ingresó en el puesto 91 de la lista Billboard Hot 100, con lo que a-ha se convirtió en la primera banda noruega con una canción en algún registro comercial de los Estados Unidos. La constante difusión a través de la cadena de televisión MTV ayudó a que el sencillo alcanzara el primer puesto en dicha lista el 19 de octubre de ese año. La canción permaneció en la lista durante 23 semanas, hasta acabar en la décima posición a finales del mismo año.
«Take on Me» se lanzó por tercera vez como sencillo en el Reino Unido en septiembre de 1985. La nueva versión ingresó en la lista UK Singles Chart en la posición número 55, hasta llegar finalmente al segundo puesto, donde permaneció por tres semanas, momento en el que fue desplazado por la canción de Jennifer Rush «The Power of Love». En ese espacio de tiempo, la  British Phonographic Industry certificó el sencillo con un disco de oro. En Noruega, volvió a ingresar en el registro de sencillos VG-lista, donde alcanzó el primer puesto un año después de su primer lanzamiento. También obtuvo un notable éxito en varios países: encabezó las listas en treinta y seis países, entre los que figuraron Austria, Bélgica, Alemania, Italia, los Países Bajos, Suecia y Suiza, además de ubicarse en el tercer puesto de las listas de Francia e Irlanda y permanecer nueve semanas en el Eurochart Hot 100.
Años más tarde, en 1991, a-ha recibió un premio por más de un millón de emisiones radiofónicas de «Take on Me» en los Estados Unidos, y en octubre de 2007, un galardón BMI London por sus más de tres millones de apariciones en radio y en televisión en territorio estadounidense. Asimismo, la cadena televisiva VH1 colocó a la canción en la posición 24 de su registro VH1's 100 Greatest Songs of the 80's, así como en el de Los 100 mejores one hit wonders de los 80's, donde se situó en el tercer puesto. «Take on Me» tuvo además numerosas ventas: a nivel mundial, vendió más de 7 000 000 copias, con lo que se convirtió en uno de los sencillos más vendidos en el mundo.

## Videos promocionales

### Producción y recepción

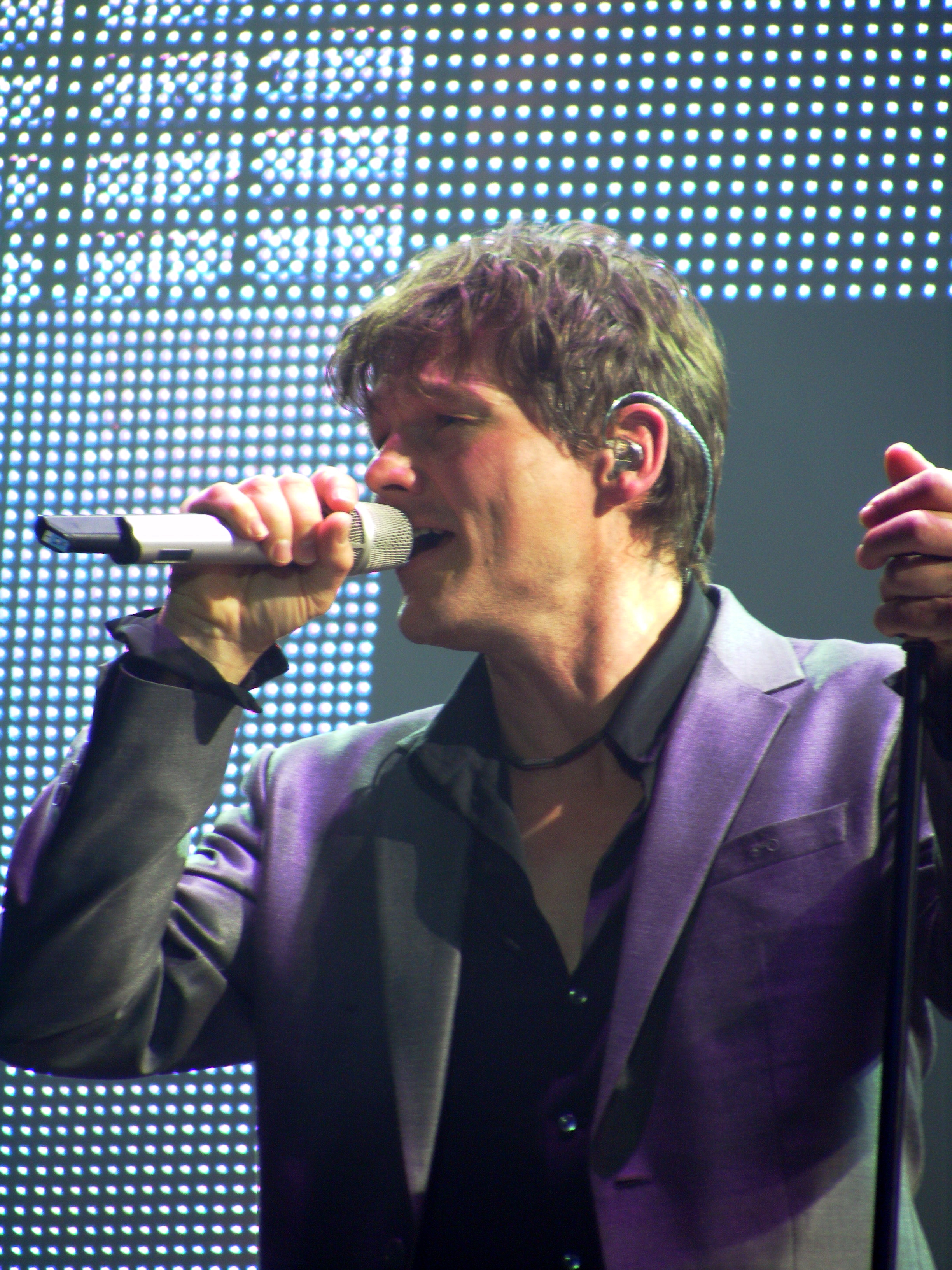
Morten Harket, el vocalista de la banda, es uno de los protagonistas del video.

«Take on Me» contó con dos videoclips. El lanzamiento de la primera versión de la canción en 1984 estuvo acompañado de un primer vídeo, donde los miembros de la banda cantaban con un fondo azul detrás, por lo que se la conoció popularmente como «versión azul». Al principio, se tuvo la intención de que al final del video apareciera el trío cantando frente a una multitud de seguidoras jóvenes, aunque los integrantes de a-ha rechazaron la idea.
El segundo video, dirigido por Steve Barron y grabado en Kim's Café, así como en un estudio de sonido en Londres, debutó al año siguiente. La discográfica Warner Bros. Records, en su afán por promocionar la canción, contrató al animador Michael Patterson debido a que, según la BBC, «había impresionado a [sus] ejecutivos» por una película que realizó siendo estudiante. El video presenta animación dibujada a lápiz, combinada con imágenes reales, para lo cual se empleó una técnica conocida como rotoscopio, donde las imágenes se superponen, cuadro por cuadro, con la finalidad de brindar movimientos realistas a los personajes. Sobre esto, Patterson explicó: «El rotoscopio emplea la animación en directo, pero mi estilo de dibujo era muy impreciso y esquemático, nadie había dibujado algo parecido a eso antes». En total, se animaron con esta técnica aproximadamente tres mil fotogramas a lo largo de cuatro meses.
Tras su debut, a mediados de 1985, se convirtió en el cuarto video más popular en las listas de videos estadounidenses. Sobre esto, Furuholmen afirmó: «No dudo que el video fue lo que volvió esta canción un éxito. [...] Tenía un riff súper pegadizo, pero es la clase de canción que tienes que escuchar un par de veces y no creo que se le hubiera prestado atención sin el impacto del video». Patterson, por su parte, comentó: «Sabía que quedaría bien, pero nunca pensé que estaría en MTV un año». En la ceremonia de entrega de los premios MTV Video Music de 1986, el trabajo recibió seis galardones en las categorías de mejor artista nuevo, mejor video conceptual, video más experimental, mejor dirección, mejores efectos especiales y elección de los televidentes. Tuvo otras dos nominaciones como video del año y mejor video de un grupo. Fue también acreedor a otra nominación como video favorito de pop/rock en los premios American Music de 1986. En septiembre de ese año, recibió un premio alemán Golden Europe en la categoría de mejor video.
Asimismo, el video también recibió críticas generalmente positivas. El Flashback Friday, una columna semanal de UGO, lo consideró «uno de los videos más emblemáticos de todos los tiempos» y «una obra maestra de la animación». Por su lado, Allmusic llamó al video «una mezcla hipercinética». La sección de entretenimiento de Time.com lo encontró «innovador, pero genuinamente exasperante», además de incluirlo dentro de Los 30 mejores videos musicales de todos los tiempos. Del mismo modo, Liam Allen de la BBC sostuvo que «la combinación del video peculiar y la canción locamente pegadiza, llevada por el hook genial de teclado de Magne Furuholmen, siguen siendo la combinación pop perfecta».
El segundo vídeo de «Take on Me» ha sido objeto de numerosas parodias desde que fue lanzado. Una de las más conocidas ha sido la de Dustin McLean, un cineasta y músico con residencia en Los Ángeles, que consistió en cambiar la letra de la canción de tal modo que describía literalmente lo que se veía en cada plano. La revista Rolling Stone afirmó que una semana después de su publicación, el 3 de octubre de 2008, recibió más de ochenta mil visitas en Youtube. Furuholmen, tras verla, afirmó: «Creo que era jodidamente fantástica, era increíble. Hubiera querido ver ese video en la época en que lo hicimos. La letra tiene mucho más sentido que la nuestra».

### Trama
El video tiene una trama fantástica y aborda una relación romántica. Comienza con un montaje de dibujos hechos a lápiz, perteneciente a una historieta, que representa una carrera de motocicletas donde el protagonista, interpretado por Harket, participa con otros dos competidores. Luego se puede ver una escena en un café, donde una joven interpretada por Bunty Bailey, entonces novia de Harket, toma de una taza mientras lee. Conforme avanza, la camarera le trae la cuenta; en ese instante, el protagonista, tras haber ganado, le guiña el ojo. Su mano animada sale de la revista, con la intención de invitarla a ese lugar. Una vez dentro, ella aparece también como una animación dibujada en lápiz y él le canta.
Mientras tanto, de vuelta en el café, la camarera regresa por la joven pero no la encuentra ya; debido a esto, tira la historieta a una papelera, lo que ocasiona que los dos competidores de Harket reaparezcan armados con una llave grifo para atacarlo. Harket golpea a uno de ellos y se refugia con la chica en una bola de papel. Al quedar arrinconados, Harket hace un hoyo en el muro de papel para que ella pueda escapar, mientras aparece una llave grifo frente a él. Una vez de vuelta en el mundo real, y tras aparecer justo al lado de la papelera para sorpresa de los comensales del café, toma la historieta de la papelera y vuelve a casa, donde intenta verificar qué pasó luego en la historia del motociclista. En el siguiente cuadro, Harket aparece sin vida a simple vista, por lo que la joven empieza a llorar, pero se levanta repentinamente e intenta salir de la publicación. En ese instante, su imagen aparece en el vestíbulo de la casa con una parte de él animada y la otra en imagen real, mientras intenta liberarse de la historieta. Al final, escapa de ese mundo y se convierte en un ser humano. Le sonríe a la joven, que camina hacía él y se abrazan. Esta última escena está basada en la película de ciencia ficción Altered States (1980).

## Premios

### Grammy Awards
| Año  | Categoría       | Nominados | Resultado |
| ---- | --------------- | --------- | --------- |
| 1985 | Best New Artist | a-ha      | Nominado  |

### MTV Video Music Awards (VMA)
| Año  | Categoría               | Nominados                          | Resultado |
| ---- | ----------------------- | ---------------------------------- | --------- |
| 1986 | Viewer's Choice         | a-ha "Take On Me"                  | Ganador   |
| 1986 | Best New Artist         | a-ha "Take On Me"                  | Ganador   |
| 1986 | Best Concept Video      | a-ha "Take On Me"                  | Ganador   |
| 1986 | Most Experimental Video | a-ha "Take On Me"                  | Ganador   |
| 1986 | Best Direction          | a-ha "Take On Me"                  | Ganador   |
| 1986 | Best Special Effects    | a-ha "Take On Me"                  | Ganador   |
| 1986 | Best Editing            | a-ha "The Sun Always Shines On TV" | Nominado  |
| 1986 | Best Cinematography     | a-ha "The Sun Always Shines On TV" | Nominado  |

## Presentaciones en directo

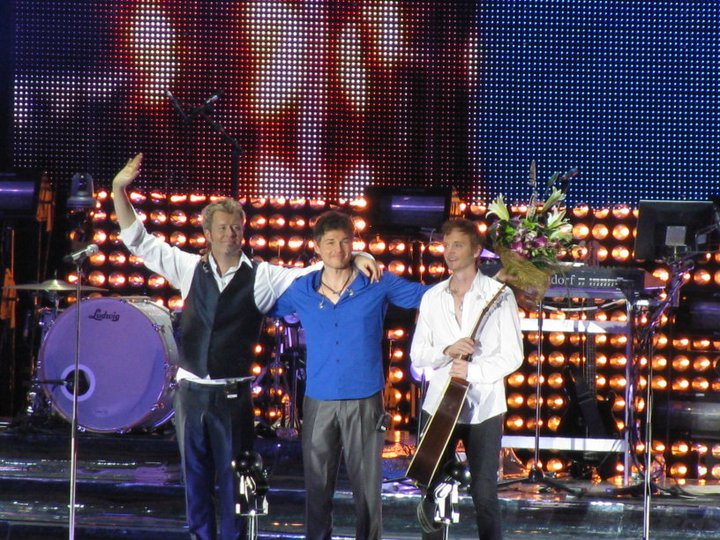
Pål Waaktaar, Magne Furuholmen y Morten Harket después de interpretar «Take on Me» en un concierto en Moscú, Rusia.

La canción ha sido interpretada en directo en varias ocasiones. El 20 de octubre de 1984, a-ha apareció por primera vez en televisión, en el programa Lørdagssirkus y, si bien interpretó cuatro canciones, sólo «Take on Me» fue retransmitida. A finales de 1985, el trío apareció en algunos programas de televisión estadounidenses, tales como Solid Gold, Soul Train y American Bandstand, como parte de una gira promocional en la que incluyó en su repertorio «Take on Me». Además, se presentaron en ciudades como Los Ángeles, Miami y Nueva York. Casi una década después, la tocaron en directo en la serie de conciertos benéficos Live 8 en julio de 2005, junto con «Hunting High and Low» y «Summer Moved On». Dos meses después, en septiembre de ese año, cantaron una versión de «Take on Me» en Times Square. La banda también interpretó la canción en el Festival de Viña del Mar 2006. Sobre un concierto de 2009 del grupo, Decca Aitkenhead comentó que «finalizaron con "Take On Me"; mientras el público se siente eufórico, miro a mi alrededor y descubro que no soy la única a quien le saltan las lágrimas».

## Versiones de otros artistas
A pesar de estar considerada una canción difícil de interpretar por su estribillo, varios artistas y bandas han grabado su propia versión de «Take on Me». Entre ellas figura el dúo alemán de eurodance Captain Jack —que la grabó para su álbum The Mission de 1996— y la banda estadounidense Cap'n Jazz —que hizo lo mismo para su álbum Analphabetapolothology de 1998. El grupo italiano de power metal Vision Divine hizo una versión propia para su álbum Send Me an Angel del año 2002, mientras que la banda española de folk metal Mägo de Oz tuvo una idea similar para su disco compilatorio The Best Oz (2006). La banda catalana de surf Los Tiki Phantoms también grabó una versión instrumental en 2008 titulada «Tiki Please Me» y a su vez, la agrupación francesa Crumble Lane hizo lo mismo para su álbum Six Years A Wink (2007). Por su parte, el cantante de pop Seo In Gook, de Corea del Sur, lanzó su versión como sencillo en 2010, mientras que el grupo mexicano OV7 tituló su versión del tema «Prisioneros» y la incluyó en su álbum Forever 7 (2012). La cantante de española de indie pop Anni B Sweet también grabó una versión de «Take on Me». La canción «Feel This Moment» de Pitbull y Christina Aguilera utilizó un sample del tema de a-ha. Robert Copsey, de Digital Spy, en una reseña negativa, dijo que la canción posee «un estribillo que convierte la obra maestra de los ochenta de a-ha en el material de una fiesta de gallinas en el Wetherspoon local».
Entre las versiones más relevantes está la de la banda estadounidense de ska punk Reel Big Fish, que en 1999 hizo una para la película BASEketball. Poco después, publicaron la canción como parte de su banda sonora, y una versión internacional figura en el álbum Why Do They Rock So Hard?. Además, la banda también la interpretó con frecuencia en sus conciertos. El grupo también grabó un video para el tema, dirigido por Jeff Moore, que muestra a la banda tocando mientras camina por el pasillo de un estadio y participa en uno de los juegos de BASEketball en combinación con escenas de la película. Reel Big Fish también incluyó una versión en vivo de la canción en su álbum en directo Our Live Album Is Better than Your Live Album y en los DVD en vivo You're All In This Together y Reel Big Fish Live! In Concert!.
En el año 2000, el grupo de pop A1 lanzó una versión de la canción en su segundo álbum de estudio,The A List. A pesar de recibir críticas generalmente negativas y de haber sido llamada una «versión incompleta» y una «copia idéntica que parece un relanzamiento del original», obtuvo un notable éxito al llegar al primer puesto en las listas de Noruega y del Reino Unido, país donde la BPI también lo certificó como disco de plata. Stuart Gosling dirigió un video para esta versión, inspirado en la película de ciencia ficción de 1982 Tron, en el que se puede ver a los miembros del grupo ingresar en un mundo computarizado utilizando unas lentes de realidad virtual.
En 2005 la banda argentina Miranda! cantó el coro de "Take On Me" al final de su canción "Tu Gurú" en su concierto En Vivo Sin Restricciones.
El 2015, en el segundo episodio de la sexta temporada de la serie de televisión Glee se presentó una versión de la canción interpretada por parte del elenco. Las canciones de ese episodio, incluyendo Take on Me, están incluidas en el EP Glee: The Music, Homecoming, que fue lanzado el 5 de enero del 2015.
En el 2020, el videojuego The Last of Us II el personaje principal, Ellie, interpreta una versión.
En octubre de 2020, el cantante peruano de chicha, Tongo, realiza una versión/parodia, con un inglés deliberadamente en mal pronunciamiento.
En 2021, Sabor Yembé reconocida orquesta de Salsa Colombiana, hacer una excelente Salsa versión de Take on Me
En 2023, la canción original se usó en Super Mario Bros.: La película en la escena cuando Mario, Peach y Toad van en un kart de un Kong bien vestido para llegar a Cranky Kong.

## Listado de canciones
| Sencillo original en 7" (1984) |                                 |          |  |
| N.º                            | Título                          | Duración |  |
| 1.                             | «Take on Me» (Versión original) | 3:10     |  |
| 2.                             | «And You Tell Me»               | 1:48     |  |

| Sencillo original en 12" (1984) |                               |          |  |
| N.º                             | Título                        | Duración |  |
| 1.                              | «Take on Me» (versión larga)  | 3:44     |  |
| 2.                              | «And You Tell Me»             | 1:48     |  |
| 3.                              | «Stop! And Make Your Mind Up» | 1:48     |  |

| Sencillo de 7" (1985) |                  |          |  |
| N.º                   | Título           | Duración |  |
| 1.                    | «Take on Me»     | 3:46     |  |
| 2.                    | «Love Is Reason» | 3:04     |  |

| Sencillo de 7" (1985) |                                              |          |  |
| N.º                   | Título                                       | Duración |  |
| 1.                    | «Take on Me» (versión EP)                    | 3:46     |  |
| 2.                    | «The Sun Always Shines on T.V.» (versión EP) | 4:30     |  |

| Sencillo de Reel Big Fish (1998) |                                           |          |  |
| N.º                              | Título                                    | Duración |  |
| 1.                               | «Take on Me»                              | 3:04     |  |
| 2.                               | «Alternative Baby»                        | 2:57     |  |
| 3.                               | «Why Do All the Girls Think They're Fat?» | 2:20     |  |

| Sencillo Remezclado (2015) |                                                                               |          |  |
| N.º                        | Título                                                                        | Duración |  |
| 1.                         | «Take on me (extended mix 1985 12" Mix 2015 Remastered)» (versión remezclada) | 4:55     |  |

## Personal
- Morten Harket - voz principal
- Magne Furuholmen - sintetizadores, bajo de teclado , coros
- Pål Waaktaar - guitarras, caja de ritmos , voz
- Neill King - ingeniería
- Alan Tarney - producción
- John Ratcliff - producción y remezcla
- Barry Grint - masterización

## Posicionamiento en listas
| País           | Lista                                          | Mejor posición |      |      |      |      |      |
| 1984           | 1984                                           | 1984           | 1984 | 1984 | 1984 | 1984 | 1984 |
| -------------- | ---------------------------------------------- | -------------- | ---- | ---- | ---- | ---- | ---- |
| Noruega        | Norwegian Singles Chart (lanzamiento original) | 3              |      |      |      |      |      |
| 1985           |                                                |                |      |      |      |      |      |
| Australia      | Australian Kent Music Report                   | 1              |      |      |      |      |      |
| Austria        | Austrian Singles Chart                         | 1              |      |      |      |      |      |
| Bélgica        | Belgian VRT Top 30                             | 1              |      |      |      |      |      |
| Canadá         | Canadian RPM Singles Chart                     | 2              |      |      |      |      |      |
| Países Bajos   | Dutch Top 40                                   | 1              |      |      |      |      |      |
| España         | AFYVE                                          | 11             |      |      |      |      |      |
| Francia        | French SNEP Singles Chart                      | 3              |      |      |      |      |      |
| Alemania       | German Singles Chart                           | 1              |      |      |      |      |      |
| Irlanda        | Irish Singles Chart                            | 2              |      |      |      |      |      |
| Italia         | Italian Singles Chart                          | 1              |      |      |      |      |      |
| Nueva Zelanda  | New Zealand RIANZ Singles Chart                | 7              |      |      |      |      |      |
| Noruega        | Norwegian Singles Chart (relanzamiento)        | 1              |      |      |      |      |      |
| Suecia         | Swedish Singles Chart                          | 1              |      |      |      |      |      |
| Suiza          | Swiss Singles Chart                            | 1              |      |      |      |      |      |
| Reino Unido    | UK Singles Chart                               | 2              |      |      |      |      |      |
| Estados Unidos | U.S. Billboard Hot 100                         | 1              |      |      |      |      |      |
| Estados Unidos | U.S. Billboard Adult Contemporary              | 4              |      |      |      |      |      |

| Predecesor: «Oh Sheila» de Ready for the World          | US Billboard Hot 100 — Sencillo N°1 19 de octubre de 1985                                       | Sucesor: «Saving All My Love For You» de Whitney Houston |
| Predecesor: «Cheerio» de The Monroes                    | Norwegian VG-lista — Sencillo N°1 23 de octubre de 1985 — 6 de noviembre de 1985                | Sucesor: «Cheri Cheri Lady» de Modern Talking            |
| Predecesor: «Cheri Cheri Lady» de Modern Talking        | German Singles Chart — Sencillo N°1 8 de noviembre de 1985 — 6 de diciembre de 1985             | Sucesor: «Nikita» de Elton John                          |
| Predecesor: «Cheri Cheri Lady» de Modern Talking        | Swiss Singles Chart — Sencillo N°1 10 de noviembre de 1985 — 1 de diciembre de 1985             | Sucesor: «Nikita» de Elton John                          |
| Predecesor: «Cheri Cheri Lady» de Modern Talking        | Eurochart Hot 100 — Sencillo N°1 23 de noviembre de 1985 — 18 de diciembre de 1985              | Sucesor: «Nikita» de Elton John                          |
| Predecesor: «(I'll Never Be) Maria Magdalena» de Sandra | Dutch Top 40 — Sencillo N.º 1 30 de noviembre de 1985                                           | Sucesor: «Nikita» de Elton John                          |
| Predecesor: «I Got You Babe» de UB40 y Chrissie Hynde   | Australian Kent Music Report — Sencillo N.º 1 11 de noviembre de 1985 — 18 de noviembre de 1985 | Sucesor: «The Power of Love» de Jennifer Rush            |

### Certificaciones
| País        | Organismo certificador | Certificación | Simbolización | Ventas   | Ref.   |
| ----------- | ---------------------- | ------------- | ------------- | -------- | ------ |
| Alemania    | BVMI                   | Oro           | ●             | 500 000  | [ 95 ] |
| Francia     | SNEP                   | Oro           | ●             | 250 000+ | [ 96 ] |
| Reino Unido | BPI                    | Oro           | ●             | 500 000+ | [ 30 ] |

## Créditos

### Canción
- a-ha: artista principal[97]
  - Morten Harket: voz principal.
  - Magne Furuholmen: sintetizadores, teclados, caja de ritmos y coros
  - Pål Waaktaar: guitarra acústica y coros.[22]
- Alan Tarney: productor discográfico
- Candace Reckinger y Michael Patterson: ilustraciones
- Robert Erdmann: fotografía
- Magne Furuholmen y Morten Harket: composición[98]

### Video
A continuación se enlistan los principales responsables del video:
- Director: Steve Barron.[44]
- Productora: Limelight Productions, Londres.[44]
- Productor: Simon Fields.[44]
- Fotógrafo: Oliver Stapleton.[99]
- Animación: Michael Patterson y Candace Reckinger.[42]